# Liste der Naturdenkmale in Weingarten (Pfalz)
Die Liste der Naturdenkmale in Weingarten (Pfalz) nennt die im Gemeindegebiet von Weingarten (Pfalz) ausgewiesenen Naturdenkmale (Stand 17. April 2013).

## Naturdenkmale
| Nr.         | Bezeichnung          | Lage                                          | Beschreibung                        | Bild                                    |
| ----------- | -------------------- | --------------------------------------------- | ----------------------------------- | --------------------------------------- |
| ND-7334-207 | Eiche im Sumpfschlag | nordöstlich des Ortes; Abteilung Lohwald Lage | auch Mittelwaldeiche; Quercus robur | Direkt Bild zu diesem Denkmal hochladen |